# Appleby (Texas)
Appleby es una ciudad ubicada en el condado de Nacogdoches en el estado estadounidense de Texas. En el Censo de 2010 tenía una población de 474 habitantes y una densidad poblacional de 85 personas por km².

## Historia
El lugar fue primitivamente un poblado de Indios Caddo. El primer asentamiento blanco tuvo lugar en 1820, pero no se formó una comunidad hasta 1880, cuando la compañía de ferrocarril Houston, East and West Texas Railway (HEWT) construyó una línea que atravesaba la región, y se proyectó una estación en aquel lugar a la que se dio el nombre de James Appleby, por entonces auditor de la empresa.

## Geografía
Appleby se encuentra ubicada en las coordenadas 31°43′1″N 94°36′28″O / 31.71694, -94.60778. Según la Oficina del Censo de los Estados Unidos, Appleby tiene una superficie total de 5.58 km², de la cual 5.58 km² corresponden a tierra firme y (0%) 0 km² es agua. Appleby se encuentra en la Carretera Estatal 59 (SH59), a 11 km al noreste de Nacogdoches, en la región central del condado.

## Demografía
Según el censo de 2010, había 474 personas residiendo en Appleby. La densidad de población era de 85 hab./km². De los 474 habitantes, Appleby estaba compuesto por el 92.62% blancos, el 2.74% eran afroamericanos, el 1.27% eran amerindios, el 1.27% eran asiáticos, el 0% eran isleños del Pacífico, el 1.9% eran de otras razas y el 0.21% pertenecían a dos o más razas. Del total de la población el 5.91% eran hispanos o latinos de cualquier raza.